# هيو سنكلير (لاعب اتحاد الرغبي)
هيو سنكلير (بالإنجليزية: Hugh Sinclair)‏ هو لاعب اتحاد الرغبي أسترالي، ولد في 22 سبتمبر 1992 في أستراليا.